# Fylkesväg 663
Fylkesväg 663 (norska: Fylkesvei 663) är en primär fylkesväg i Hustadvika kommun i Møre og Romsdal fylke i västra Norge som går mellan orterna Moen och Vevang. Vägen är 32,1 kilometer lång och asfalterad. Den passerar bland annat genom tätorterna Elnesvågen och Farstad.
Sträckan mellan Farstad och Skotten har status som nationell turistväg (Atlanthavsvägen).

## Anslutningar
Fylkesväg 663 ansluter till:
- Fylkesväg 64 (vid Moen)
- Fylkesväg 664 (vid Elnesvågen)
- Fylkesväg 64 (vid Vevang)